# Chrysodema walkeri
Chrysodema walkeri es una especie de escarabajo del género Chrysodema, familia Buprestidae. Fue descrita científicamente por Waterhouse en 1892.